# Rubus eucalyptus
Rubus eucalyptus är en rosväxtart som beskrevs av W.O. Focke. Rubus eucalyptus ingår i släktet rubusar, och familjen rosväxter.

## Underarter
Arten delas in i följande underarter:
- R. e. etomentosus
- R. e. trullisatus
- R. e. yunnanensis